# Штегер, Алеш
Алеш Штегер (словен. Aleš Šteger, 31 мая 1973, Птуй) – словенский поэт, переводчик, литературный критик, издатель.

## Биография
Закончил Люблянский университет, где изучал сравнительное литературоведение и германскую филологию. Создал в Любляне Студенческое издательство, которым и руководит. Среди лучших книг издательства — новое собрание сочинений Эдварда Коцбека (2004), подготовленное Штегером и включающее многие прежде не изданные стихи.
Переводил поэзию Сесара Вальехо, Пабло Неруды, Ольги Ороско, Готфрида Бенна, Ингеборг Бахман, Петера Хухеля, Дурса Грюнбайна и др. ( Архивная копия от 30 января 2020 на Wayback Machine).

## Произведения

### Стихотворения
- На шахматной доске часов/  Šahovnice ur (1995)
- Кашмир/ Kašmir (1997)
- Протуберанцы/ Protuberance  (2002)
- Книга вещей/  Knjiga reči  (2005, премия Рочестерского университета за лучшую переводную книгу, 2011)
- Книга тел/ Knjiga teles  (2010)

## Проза
- Январь среди лета/ Včasih je januar sredi poletja  (1997, записки о путешествии в Перу)
- Берлин/ Berlin (2007, новеллы)
- S prsti in peto (2009, эссе)

## Публикации на русском языке
- Из века в век. Словенская поэзия / Сост. С.Н.Гловюк и др. - М.: Пранат, 2008.

## Признание
Премия Вероники за книгу стихов (1998), премия Рожанца за сборник  эссеистики (2008). Стихи Штегера переведены на английский, немецкий, испанский, итальянский и др. европейские языки.